# Kappelen
Kappelen (en francés Chapelle) es una comuna suiza del cantón de Berna, situada en el distrito administrativo del Seeland. Limita al norte con la comuna de Worben, al este con Lyss, al sureste con Aarberg, al sur con Bargen, y al oeste con Walperswil, Bühl bei Aarberg, Hermrigen, Merzligen y Jens.
La comuna tiene un aeródromo que cuenta con una pista de hierba. Hasta el 31 de diciembre de 2009 estuvo situada en el distrito de Aarberg.

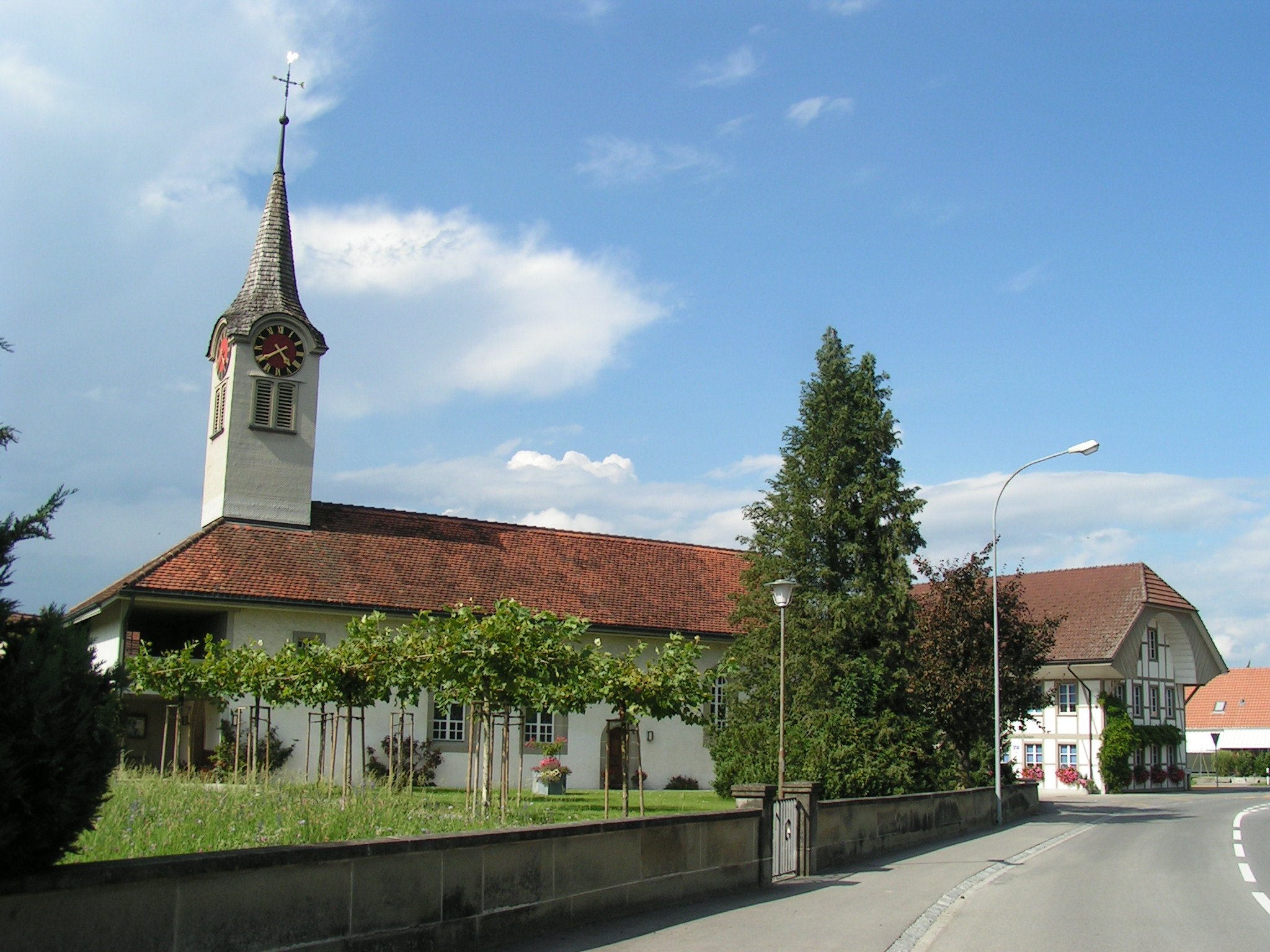
Iglesia y casa comunal de Kappelen.